# Эмин, Николай Фёдорович
Николай Фёдорович Эми́н (1  октября 1767— 10 января 1814, Санкт-Петербург) — русский писатель, чиновник и администратор.

## Биография
Николай Эмин родился в семье писателя Ф. А. Эмина. Курс обучения прошёл в петербургском горном училище.
После окончания училища в 1782—1784 гг. Николай Эмин служил в Олонецком наместническом управлении города Петрозаводска, которым руководил Г. Р. Державин. По его поручению Н. Ф. Эмин составил «Краткое описание образа жизни и свойств живущих в смежности с корелами шведских лапландцев».
Позже — армейский офицер. Пользовался покровительством Зубова, последнего фаворита Екатерины II.
Затем некоторое время преподавал в Петербургской академии наук.
В 1802 году Николай Эмин назначен членом учреждённой Комиссии для рассмотрения финляндских дел, а в 1804—1808 годах служил в г. Выборге гражданским губернатором Финляндии.
По мнению специалистов Н. Ф. Эмин владел легким стихом и не был лишен сатирического таланта.
Умер в 46 лет в январе 1814 года от паралича. Похоронен на Смоленском православном кладбище в Санкт-Петербурге рядом с женой Верой Ивановной Хмельницкой, происходившей, по некоторым сведениям, от Богдана Хмельницкого. Их дочь Вера (1807—1888) — жена реформатора Якова Ростовцева.

## Избранные сочинения

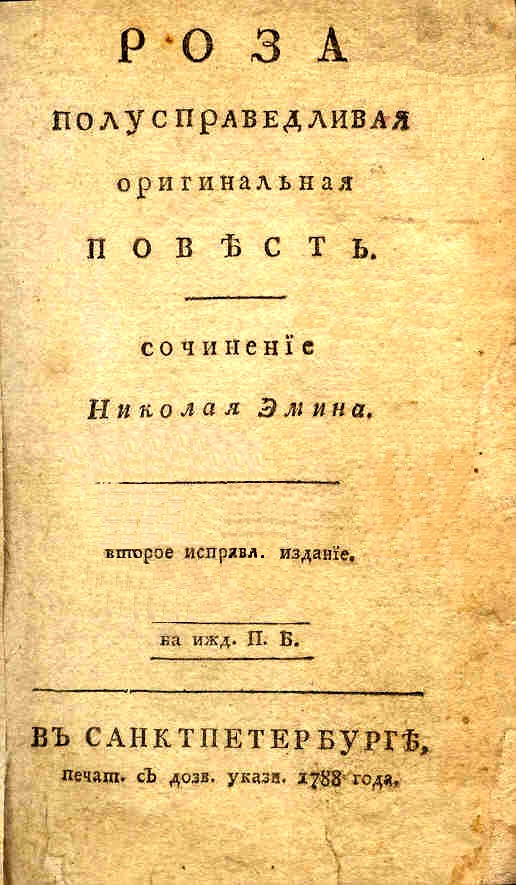
Н. Эмин. «Роза. Полусправедливая оригинальная повесть» 1788 г.

- «Подражания древним», (содержащая в себе взятые из древних литератур эротические стихотворения в переводах с французского языка)
- «Знатоки» (комедия) (М., 1788),
- повесть «Роза: Полусправедливая оригинальная повесть» (СПб 1788),
- повесть «Игра судьбы» (1789, 2 изд., 1798),
- комедия «Мнимый мудрец» (СПб., 1786),
- басня «Сильная рука владыка» (1786; напечатана впервые в 1801 г.)

Романы Эмина «Роза» (1788), «Игра судьбы» (1789) написаны им под воздействием европейского сентиментализма.